# املیا شانکلی
املیا شانکلی (انگلیسی: Amelia Shankley؛ زادهٔ ۱۸ ژوئن ۱۹۷۲) یک هنرپیشه اهل انگلستان است.
وی بازیگر فیلم‌هایی همچون شنل قرمزی بوده است.